# Oris-en-Rattier
Oris-en-Rattier é uma comuna francesa na região administrativa de Auvérnia-Ródano-Alpes, no departamento de Isère. Estende-se por uma área de 18,83 km². Em 2010 a comuna tinha 115 habitantes (densidade: 6,1 hab./km²).